# 李明勲
李 明勲（リ・ミョンフン、朝鮮語: 리 명훈、ラテン表記: Ri Myong Hun、1969年9月14日 - ）は、朝鮮民主主義人民共和国咸鏡南道水洞郡出身の身長235センチメートルの元男子バスケットボール選手である。体重128kg。ウレ選手団所属。

## 人物
12歳で体育選手団に所属し、後に国内の強豪である平壌市体育選手団に入団。朝鮮人民軍の軍人でもある。
朝鮮民主主義人民共和国代表のメンバーとして、1993年にインドネシアで行われたアジア選手権に出場。準優勝に貢献し、長身でかつ速度と技能を兼ね備え注目を集めた。その後2002年、アジア大会などに出場した。
1986年5月には、バスケットボールに造詣が深い朝鮮民主主義人民共和国国防委員長金正日と会談も行っている。また1997年には、在カナダ朝鮮人の支援によるNBA入りも噂された。
2011年、金正日の葬儀で撮影された民衆の参列の中に彼と思しき長身人物の後姿が写っている。